# Dumbarton F.C.
Dumbarton Football Club – szkocki zespół piłkarski z miasta Dumbarton, założony w 1872 roku. Klub był pierwszym w historii mistrzem Szkocji (wraz z Rangers F.C.).

## Sukcesy
- Mistrzostwo Szkocji: 1891, 1892
- Puchar Szkocji: 1883